# Gūrān Sarāb
Gūrān Sarāb (persiska: گوران سراب, گُورانسَراب) är en ort i Iran.   Den ligger i provinsen Ardabil, i den nordvästra delen av landet, 300 km nordväst om huvudstaden Teheran. Gūrān Sarāb ligger 1 915 meter över havet och antalet invånare är 947.
Terrängen runt Gūrān Sarāb är kuperad.Runt Gūrān Sarāb är det ganska glesbefolkat, med 38 invånare per kvadratkilometer. Närmaste större samhälle är Khalkhāl, 5,6 km öster om Gūrān Sarāb. Trakten runt Gūrān Sarāb består i huvudsak av gräsmarker.